# 誘起効果
化学および物理学において、誘起効果（ゆうきこうか、英: Inductive effect）は、分子内の原子鎖を通じた電荷伝達の実験的に観測される効果であり、結合に永久双極子を生じさせる。σ結合における誘起効果はπ 結合におけるエレクトロメリー効果に相当する。全てのハロゲンは電子求引性基、全てのアルキル基は電子供与性基である。

## 結合分極

水分子における結合は水素原子近傍で若干正に、より電気陰性度の強い酸素原子近傍では若干負に帯電している。

共有結合は結合をなす原子同士の電気陰性度の差により分極しうる。2つの異なる原子間のσ結合中の電子雲は一様にはならず、より電気陰性度の高い原子側に若干移動する。これにより永久的な分極結合状態が生じ、より電気陰性度の高い原子はわずかに負に (δ–)、電気陰性度のより低い原子はわずかに正に (δ+) 帯電することになる。
例えば、H2O 分子では電気陰性度の強い酸素原子が負電荷をひきつける。これを水分子内の酸素原子近傍に δ- と書き、水素原子近傍には δ+ と書くことにより表わす。個々の結合双極子モーメントのベクトル和が分子の総双極子モーメントとなる。

## 誘起効果
電気陰性度の高い原子が原子鎖、通常は炭素にσ結合するとき、その結合した原子付近の原子の電子をσ結合を伝って引き付けてしまう。これは電子求引性誘起効果と呼ばれ、 {\displaystyle -I} 効果ともいう。
これに対してアルキル基などの水素原子よりも電子求引性の低い原子団は電子供与性と考えることができる。これが電子供与性誘起効果であり {\displaystyle +I} 効果ともいう。まとめれば、アルキル基は電子を渡す傾向があり、これにより誘起効果が生じる。
分子の極性の変化はもともとの極性よりも小さいため、誘起効果は減衰が速く短距離においてしか顕著な影響を及ぼさない。さらに、誘起効果は永久的であるが、強く拘束されている σ-結合電子のシフトが関わるものなのでその影響は小さく、より強い因子があるとこの効果は覆い隠されてしまう。

## 誘起効果の相対性
誘起効果の相対性は水素を基準にして実験的に測定され、 -I 効果の強い順から +I 効果の強い順に並べると以下のようになる。
–NH3+ > –NO2 > –SO2R > –CN > –SO3H > –CHO > –CO > –COOH > –COCl> –CONH2 >  –F > –Cl > –Br > –I > –OR > -OH > –NH2 > –C6H5 > –CH=CH2 > –H
誘起効果の強さは置換基と、相互作用相手となる主鎖との距離にも依存する。距離が大きければ効果は小さくなる。
誘起効果は、置換基に対する反応速度と平衡定数との間の関係式であるハメットの式を通じて測ることができる。

## フラグメンテーション
誘起効果は分子内の原子および基上に存在する電荷に依存して安定性を決定するのに用いられる。たとえば、原子が正電荷をもち −I 基に結合している場合、その電荷は「増幅」され分子はより不安定になる。同様に、負電荷を帯びた原子が +I 基に結合している場合も電荷は「増幅」され、分子はより不安定になる。逆に、負電荷を帯びた原子が −I 基に結合している場合、その電荷は「減衰」され、誘起効果を考慮しない場合よりも分子は安定になる。同様に、正電荷を帯びた原子が +I 基に結合する場合も電荷は「減衰」され、誘起効果を考慮しない場合よりも分子は安定になる。上述の現象は、より電荷を帯びた原子は安定性が低く、電荷が少なければ安定性を得るという事実から説明ができる。

## 酸塩基
誘起効果は分子の酸性・塩基性の決定においても重要な役割を果す。+I 効果を持つ基が分子に結合すると分子全体の電子密度が増加し、電子対供与性が増すため分子は塩基性となる。同様に、-I 効果を持つ基が分子に結合すると分子全体の電子密度が低下し、電子欠乏状態になるため酸性となる。分子に結合する -I 基の数が増えれば増えるほど酸性は強くなり、+I 基が増えれば増えるほど塩基性が強くなる。

## 応用

### カルボン酸
カルボン酸の酸としての強さは、そのイオン化傾向に依存する。よりイオン化傾向が強ければ酸としても強くなる。酸が強くなれば pKa値は小さくなる。
酸の場合、アルキル基の電子供与性誘起効果により酸素原子の電子密度が増加し、結果として O-H 結合の解離が阻害されてイオン化傾向が低下する。ギ酸 (pKa=3.74) は酢酸 (pKa=4.76) に比べて強酸である。しかし、モノクロロ酢酸 (pKa=2.82) はギ酸よりも強く、これは塩素原子の電子求引性誘起効果によりイオン化傾向が増進された結果である。
安息香酸では、環を成す炭素は sp2混成軌道を持つ。その結果、安息香酸 (pKa=4.20) はシクロヘキサンカルボン酸 (pKa=4.87) よりも強い酸である。また、芳香族カルボン酸では、オルト位およびパラ位を電子求引性基により置換すると酸強度が強くなる。
カルボキシル基はそれ自体が電子求引基であるから、ジカルボン酸は一般にモノカルボン酸類縁体よりも強酸である。誘起効果にはその結合双極子から炭素原子と別の位置の原子との間の結合形成を助ける効果もある。

## 誘起効果とエレクトロメリー効果との対比
| 誘起効果                                                                | エレクトロメリー効果 |
| ----------------------------------------------------------------------- | --- |
| 電気陰性度の差に起因する単結合における σ 結合の分極が誘起効果と呼ばれる | 適切な求電子剤の存在による、二重結合および三重結合における π 結合電子対の隣接原子への完全なシフトがエレクトロメリー効果と呼ばれる |
| 永続的効果である                                                        | 一時的効果である |
| 反応剤の存在を要しない                                                  | 求電子剤の存在を要する |